# Ernst Feja
Ernst Feja, né le 1er juin 1899 à Breslau, aujourd'hui Wrocław en Pologne et mort le 1er septembre 1927 à Zurich, est un cycliste sur piste allemand.

## Biographie
Ernst Feja est le fils d'un fonctionnaire des chemins de fer et a appris le métier de monteur automobile. Après la Première Guerre mondiale, il devient cycliste professionnel. Au début des années 1920, il se lance dans les courses de demi-fond, derrière. Christian Junggeburth (de) et Werner Krüger, entre autres. En 1926, il remporte la course de six jours organisée dans sa ville natale de Breslau avec le néerlandais Piet van Kempen. La même année, en tant que stayer, il prend la quatrième place derrière Walter Sawall, Erich Möller et Karl Wittig.
Fin août 1927, Feja remporte le « Preis der Goldenen Ecke» sur la piste de Cologne-Riehl. Il se rend ensuite à  Zurich pour faire ses débuts en Suisse dans une course internationale au vélodrome de Zurich-Oerlikon. Alors qu'il s'entraîne sur la piste en ciment, son pneu avant éclate. Il tombe, son casque se détache et il meurt sur le coup d'une fracture du crâne, . Ernst Feja est le premier cycliste à avoir un accident mortel sur la piste d'Oerlikon.
Son corps est transporté en train de Zurich à Breslau, il repose sur la piste cyclable de Grüneiche où des camarades de club le veille. Le service funèbre a lieu une semaine après sa mort à l'intérieur du vélodrome. Les 8 kilomètres du vélodrome au cimetière sont bordés par plus de 100 000 personnes le jour des funérailles pour lui rendre hommage.

## Palmarès
- Six Jours de Breslau :  1926 avec Piet van Kempen